# Ntlo ya Dikgosi

Wapen van Botswana

De Ntlo ya Dikgosi (Engels: House of Chiefs; Nederlands: Huis van Opperhoofden) is een adviserend orgaan van het parlement van Botswana. De term komt uit het Tswana.
Het Huis van Opperhoofden telt 35 leden Chiefs, waaronder 8 erfelijke koningen (Kgosi) van de voornaamste stammen van Botswana en 22 voor vijf jaar indirect gekozen hoofden van kleinere stammen. De overige 5 worden door de president benoemd. Leden van het Huis van Opperhoofden mogen niet aangesloten zijn bij een politiek partij. Het parlement is verplicht het Huis van Opperhoofden te raadplegen over zaken die het tribale leven in Botswana aangaan, maar als adviserend orgaan kan het Huis zelf geen wetten maken.